# Biserica de lemn Sf. Arhanghel Mihail din Sub Pădure

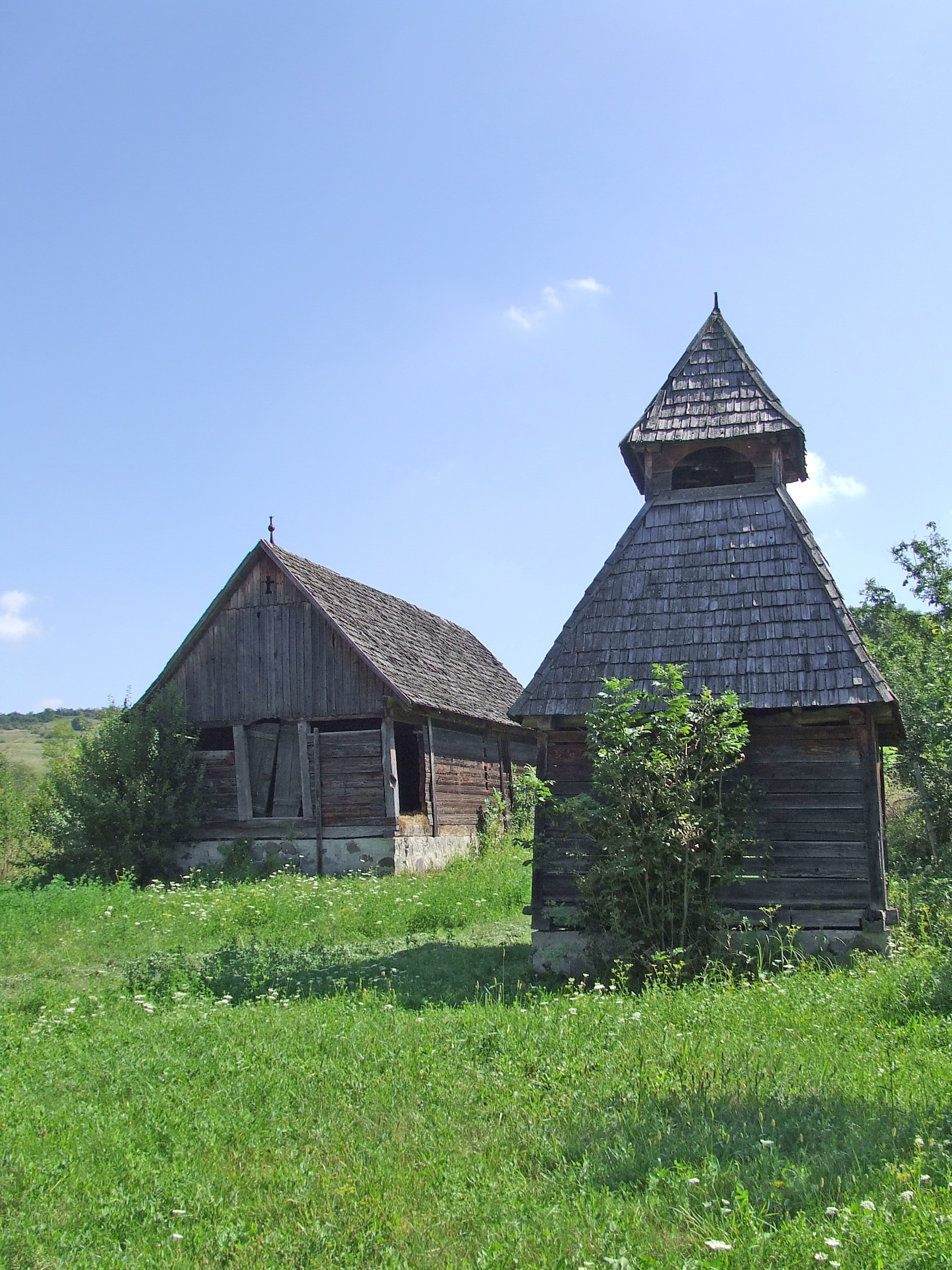
Biserica de lemn Sfântul Arhanghel Mihail din Sub Pădure, judeţul Mureş. Foto: august 2010

Biserica de lemn Sf. Arhanghel Mihail din Sub Pădure a fost adusă în centrul satului de pe dealul bisericii în primăvara anului 1980. Este datată în secolul al XVIII-lea. Are hramul Sf. Arhanghel Mihail și este edificiul de cult utilizat înainte de anul 1948 de către comunitatea greco-catolică din sat. În urma distrugerii aproape în totalitate a celeilalte biserici de lemn din sat - cea folosită de ortodocși - biserica de lemn Sf. Arhanghel Mihail rămâne singurul edificiu de acest fel din localitate. Noua listă a monumentelor istorice înregistrează sub codul MS-II-m-A-16034 în mod eronat, biserica Sfinții Arhangheli care, în urma distrugerii a fost reconstruită la Târgu-Mureș. Prezenta biserică de lemn nu figurează pe listele monumentelor istorice.

## Istoric și trăsături
Mutarea bisericii în centrul satului a însemnat un moment important în existența acestei biserici. Această operațiune, ce presupunea și unele modificări: mărirea pronaosului, acoperiș cu fronton triunghiular pe latura de vest, a rămas neterminată din lipsă de meșteri. Clopotnița este păstrată de la biserica de lemn a ortodocșilor, considerată a fi mai bună. Vechea clopotniță a rămas pe deal, fiind în mare măsură asemănătoare cu cea din prezent.
Planul bisericii este dreptunghiular, cu absidă decroșată, poligonală cu cinci laturi. Acoperișul, unitar, este din șindrilă iar cândva, în partea de vest a coamei acoperișului se afla o cruce. Intrarea în biserică se află în axul bisericii, pe latura de vest. Datorită lucrărilor de mărire, atât peretele de nord cât și peretele de sud au spații goale mari. Spațiul pronaosului este separat de cel al naosului prin doi stâlpi ce susțin grinzi ce separă bolta naosului de bolta pronaosului. Atât naosul cât și pronaosul sunt acoperite de o boltă semicilindrică. Intrarea în absida altarului se face prin intermediul celor trei spații (două pentru ușile diaconești și una pentru ușile împărătești) dedicate acestui lucru. Absida altarului este acoperită de o boltă mai îngustă. Atât iconostasul cât și timpanul ce separă bolta naosului de cea a pronaosului au în zona centrală orificii.
Pereții încă mai poartă urmele vechilor picturi, făcute probabil de zugravi de la Feisa.
Alături de biserică se află clopotnița rămasă de la cealaltă biserică de lemn care a fost în sat. Clopotnița a fost construită în 13 martie 1903 de către Ioan Man a l(ui) Filimon și de ... Coste a Pascului așa cum este consemnat pe peretele interior al acesteia.
Datorită stării în care se află biserica de lemn, slujbele religioase se desfășoară într-o casă din apropiere amenajată ca biserică.

## Imagini

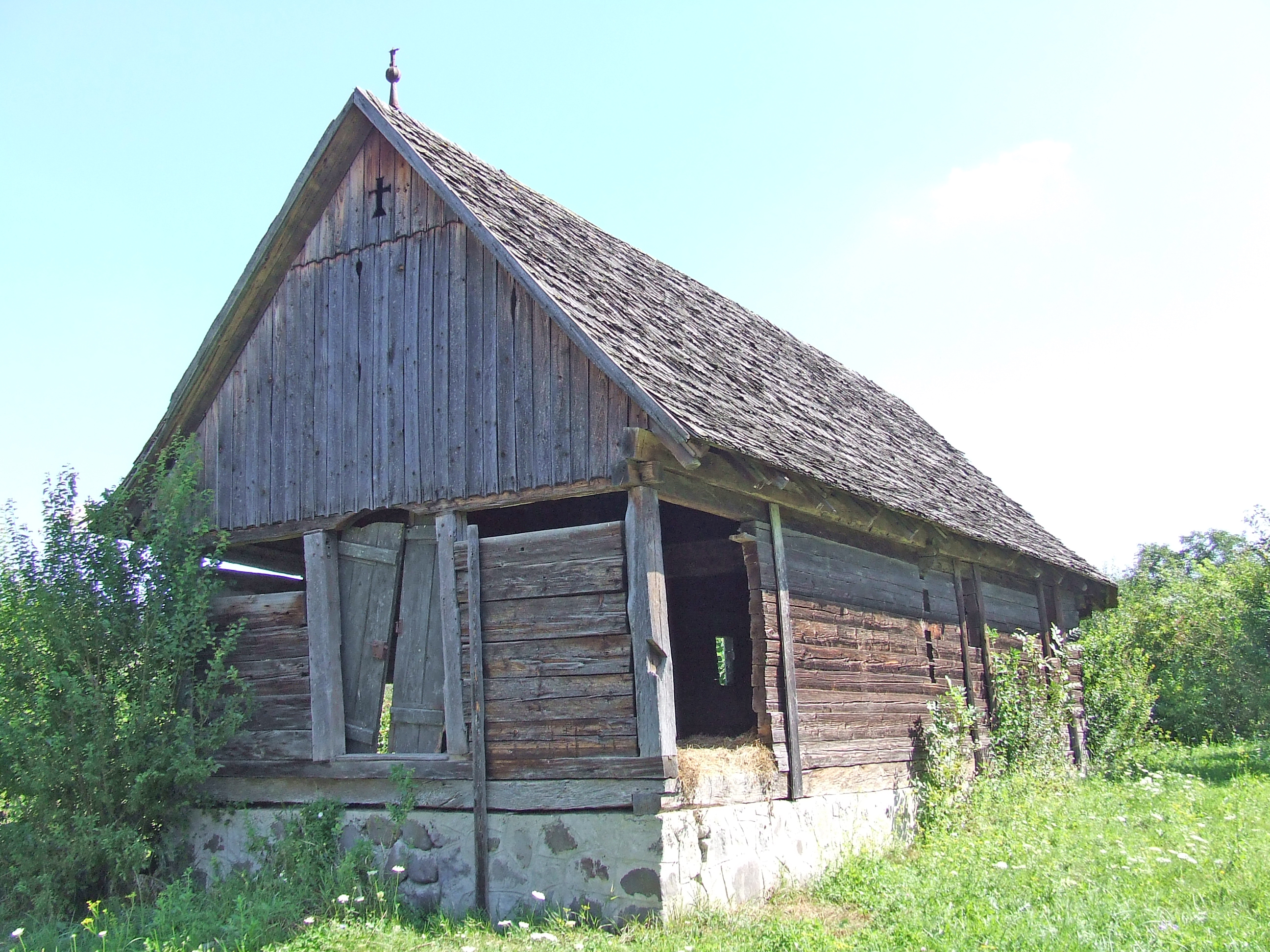
Biserica
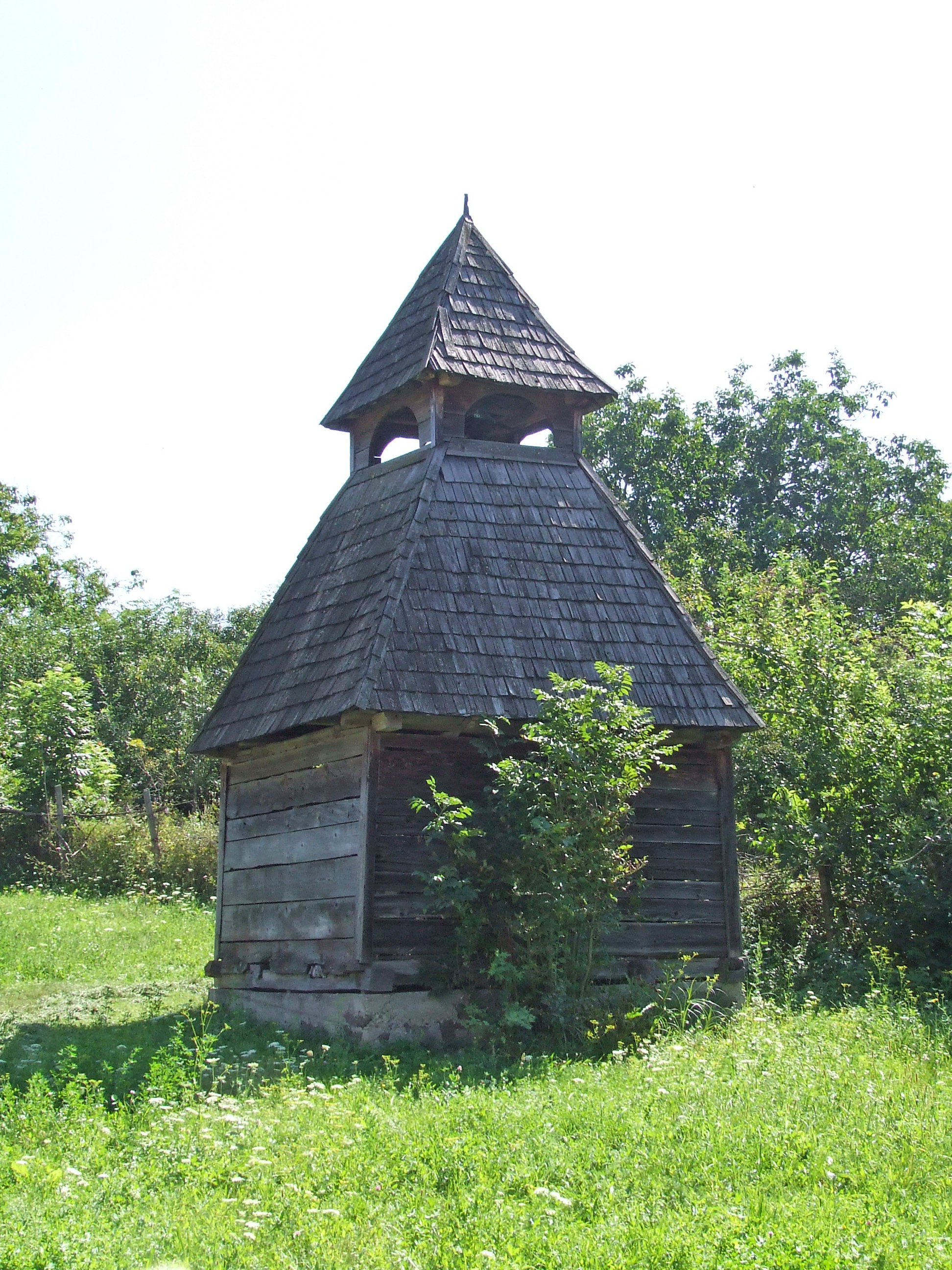
Clopotniţa
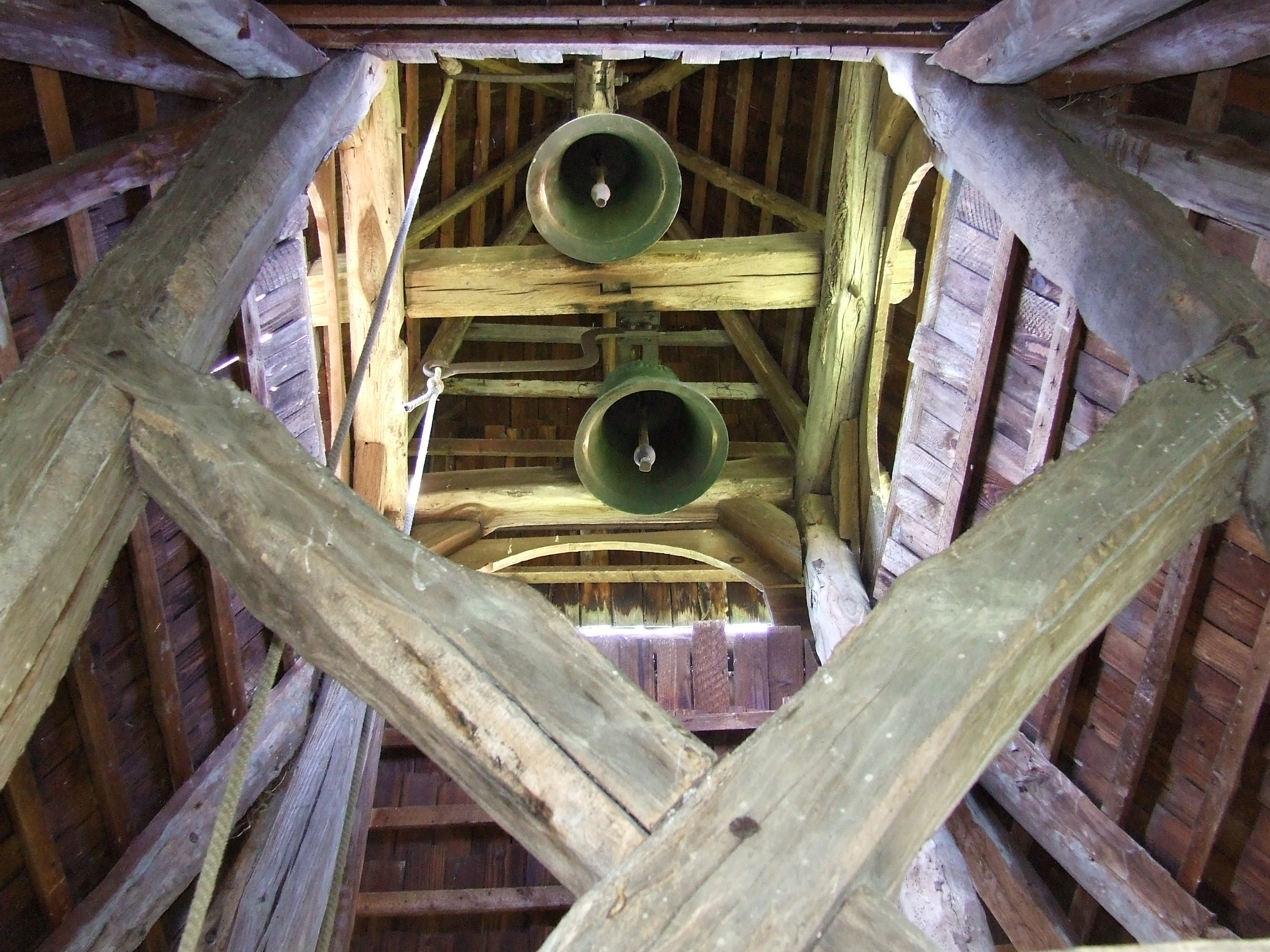
Clopotele bisericii
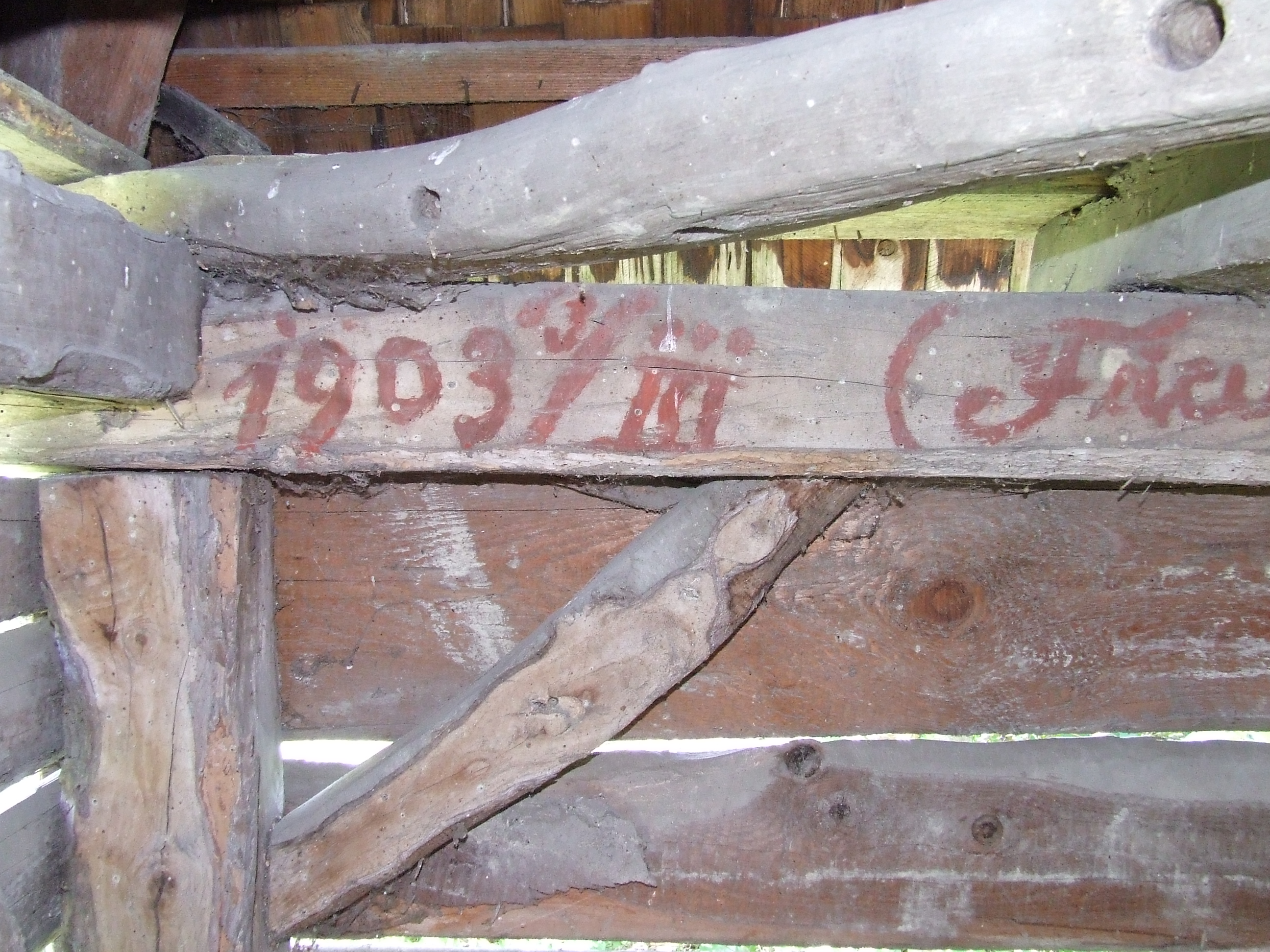
Data construirii clopotniţei
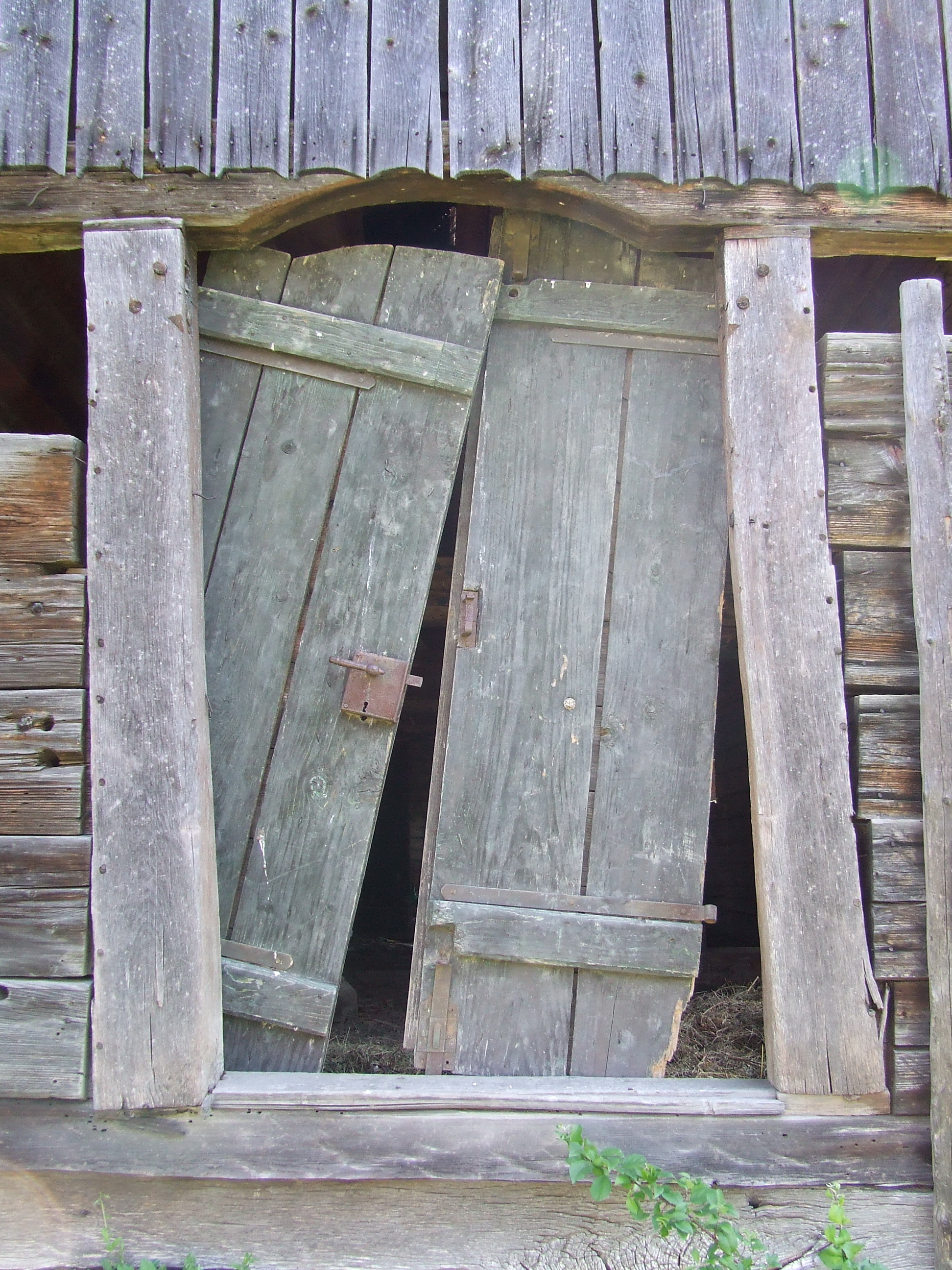
Intrarea, pe latura de vest
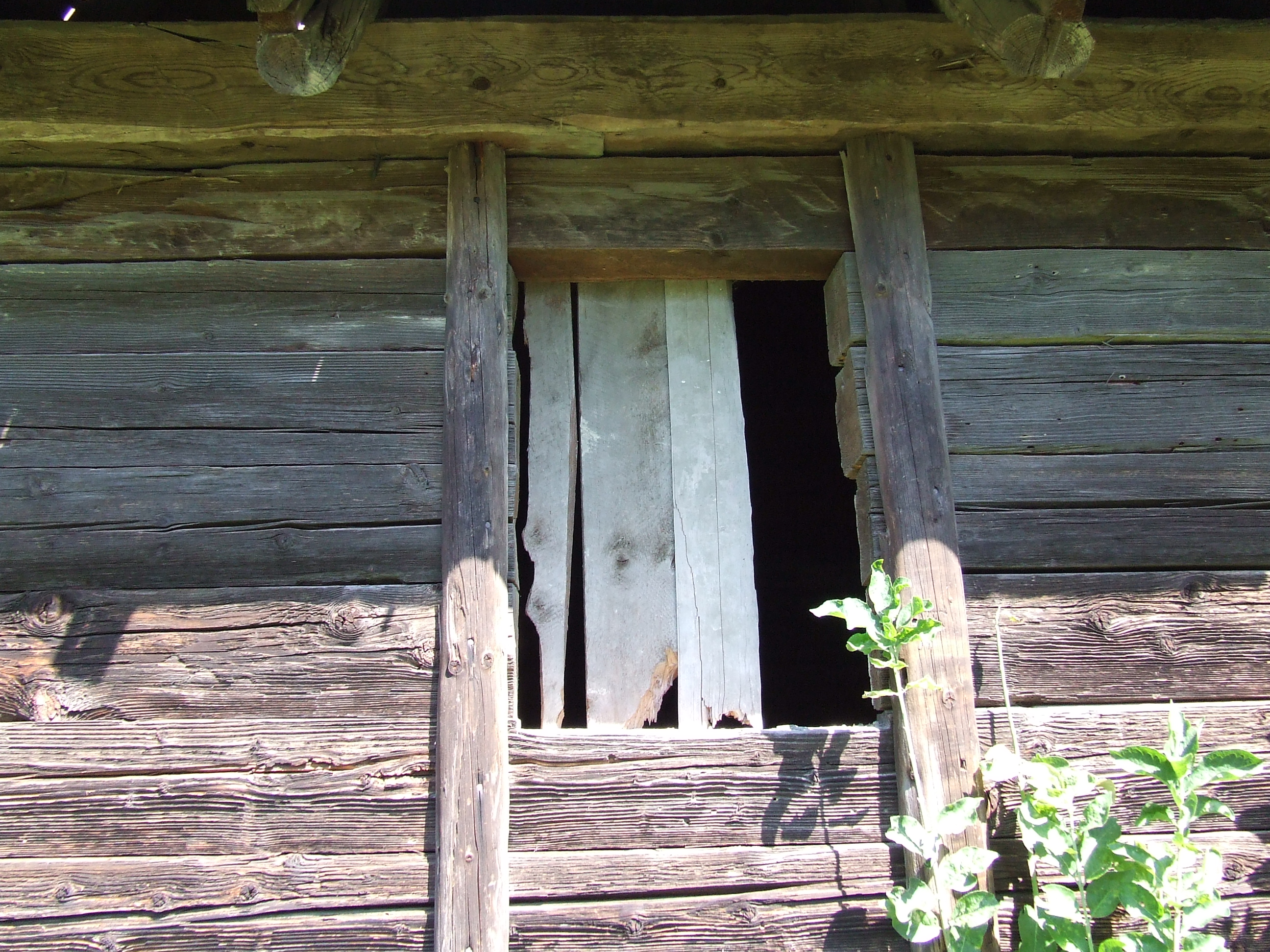
Fereastră
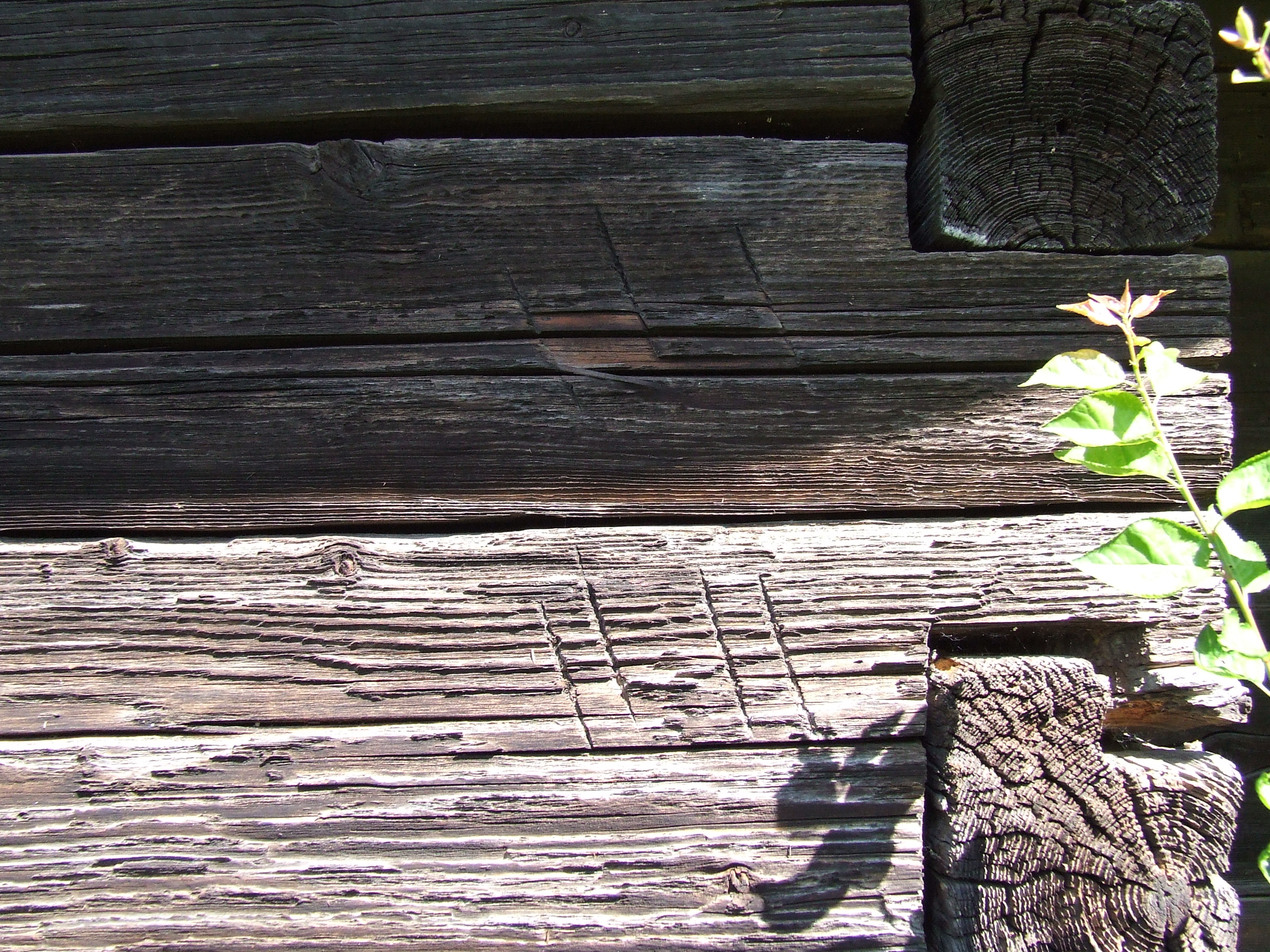
Semne ale mutării
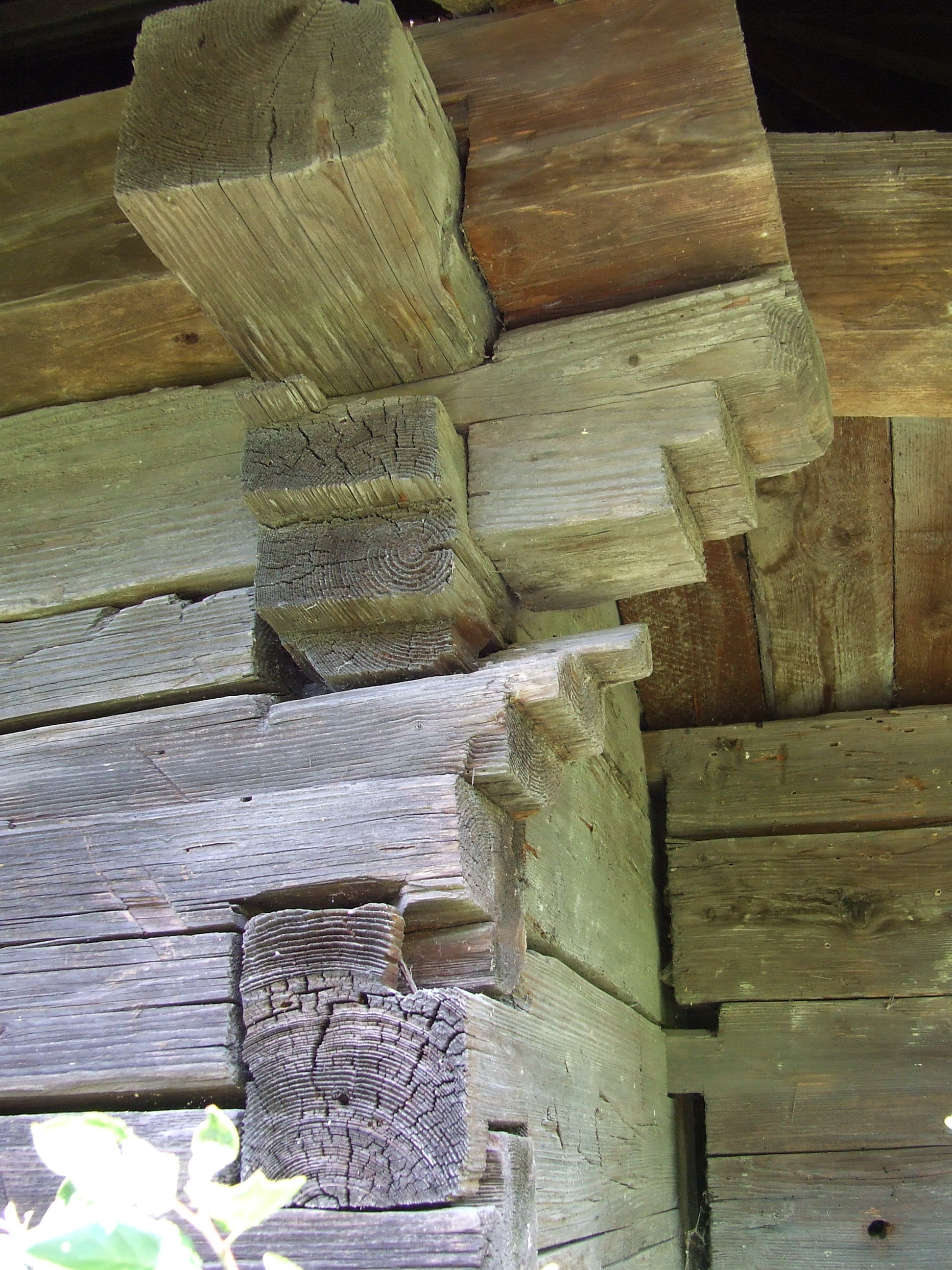
Îmbinări
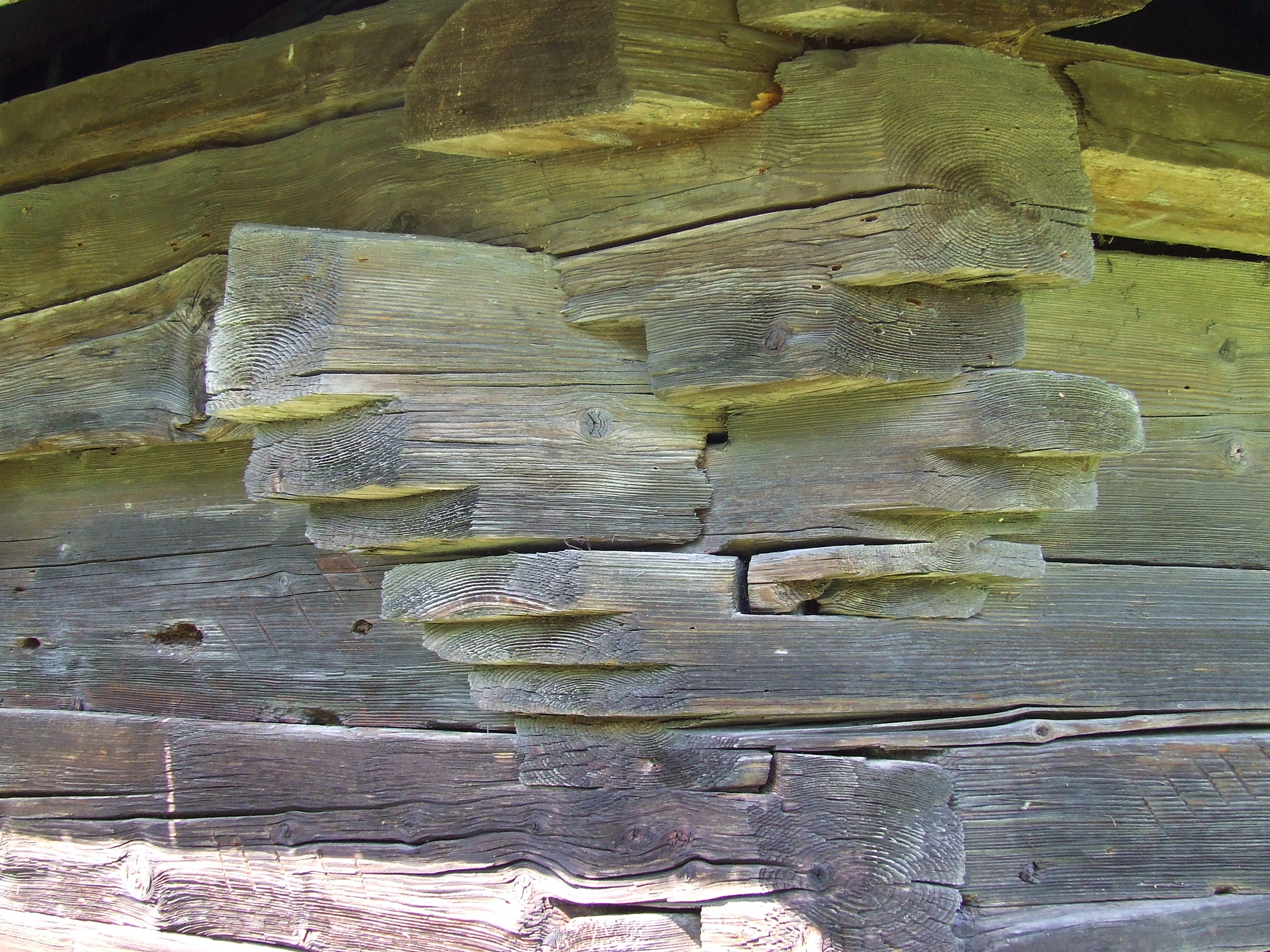
Console
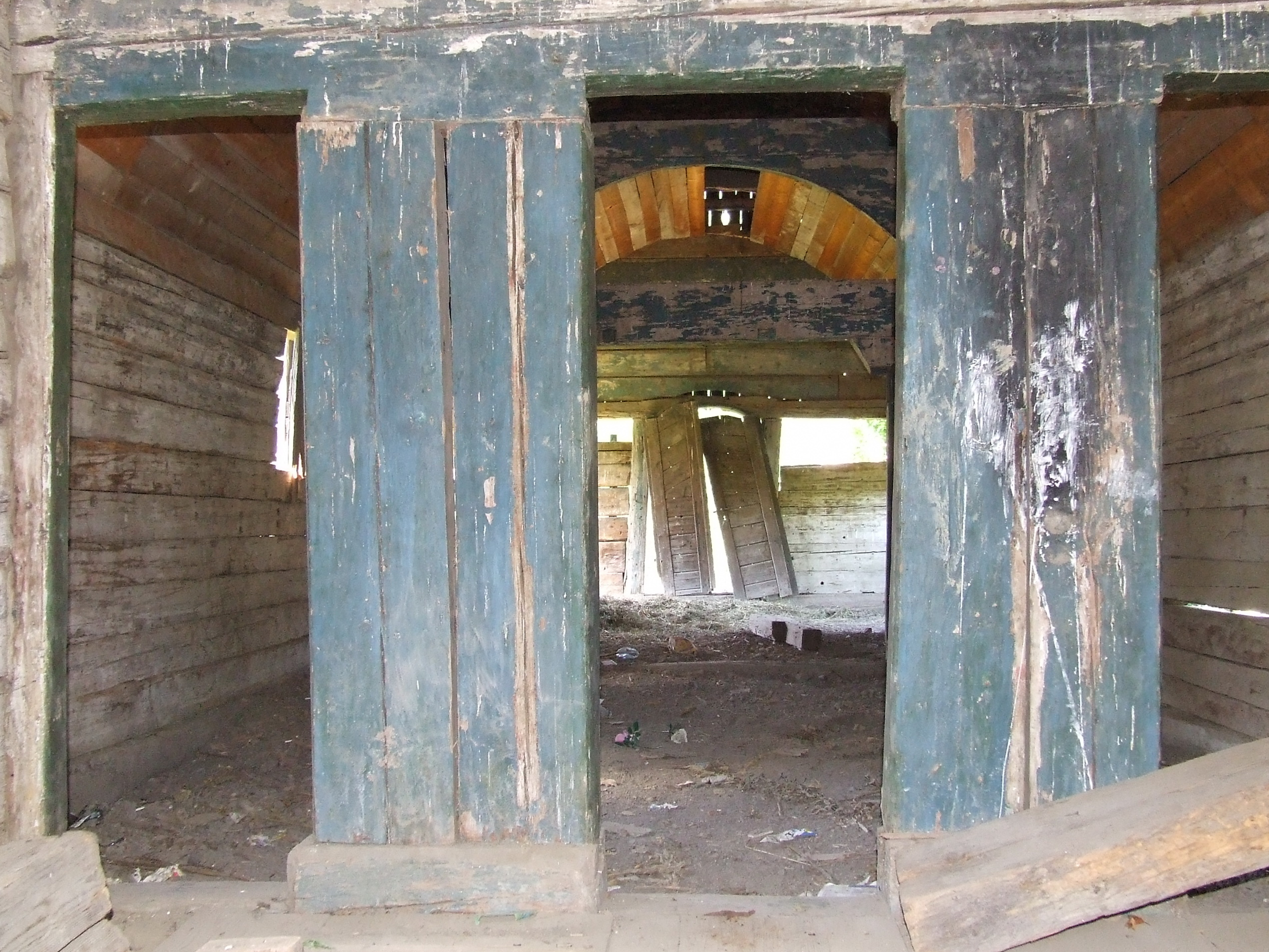
Vedere din absida altarului
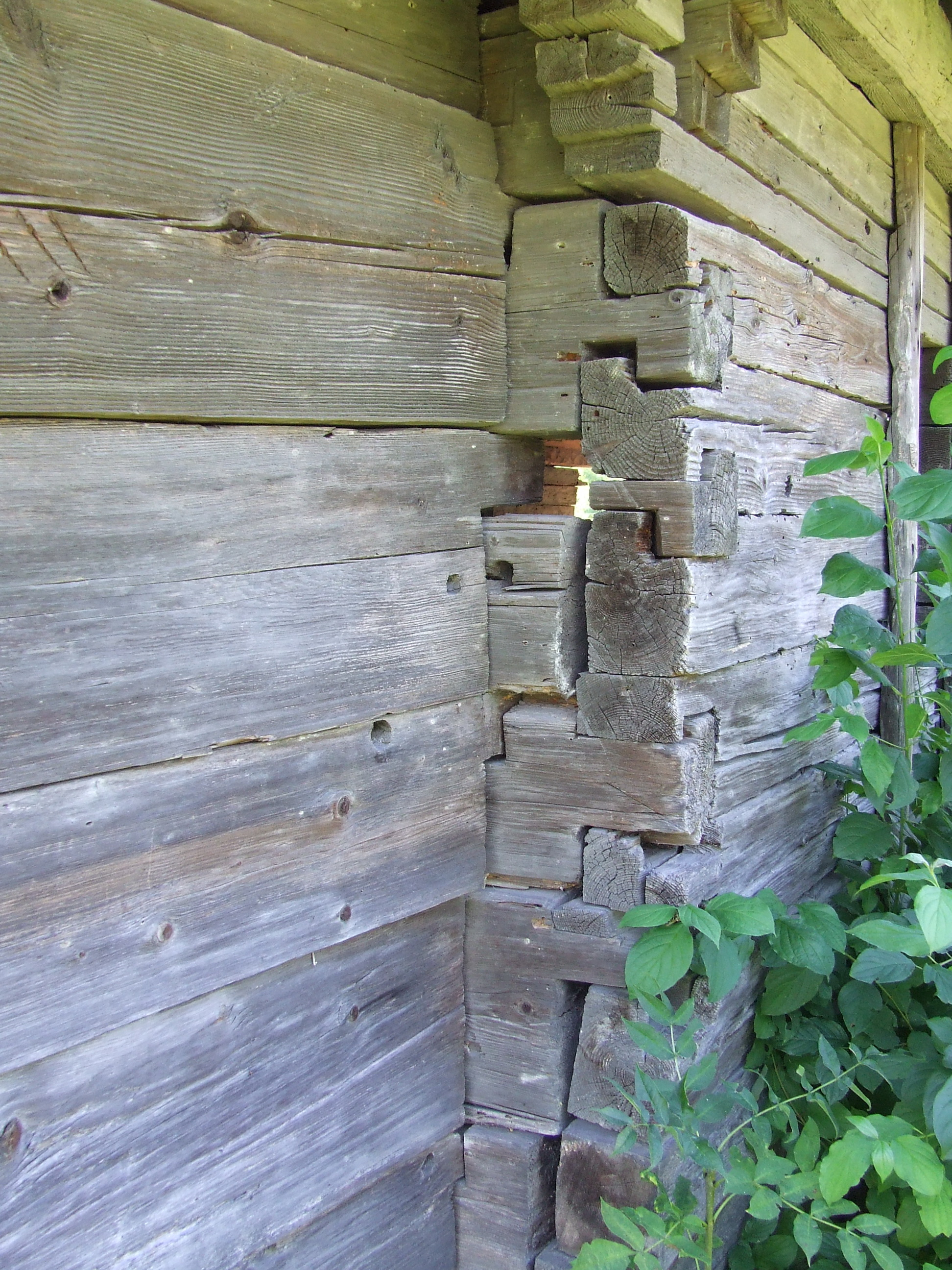
Decroşul absidei altarului
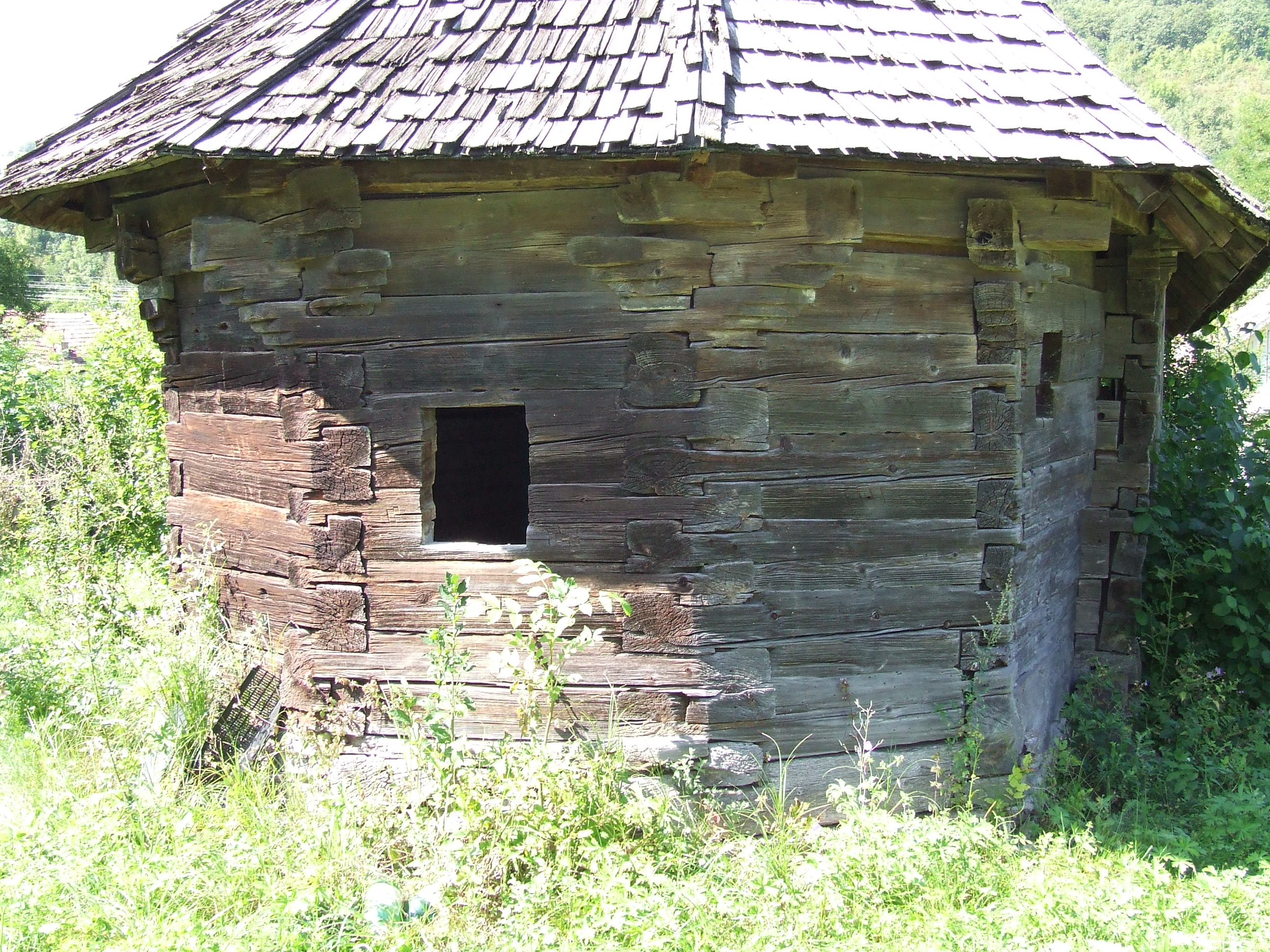
Absida altarului
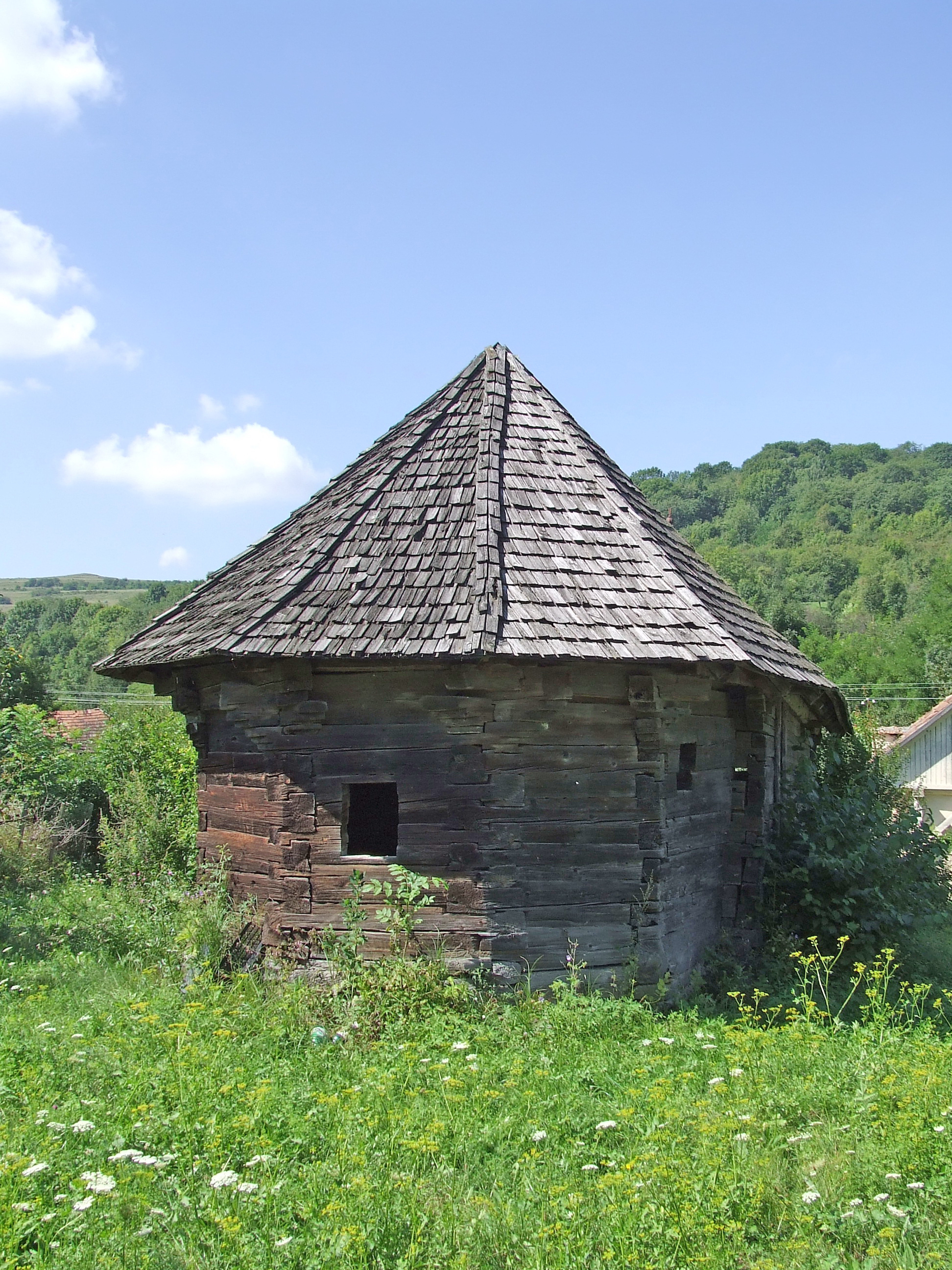
Vedere de ansamblu din răsărit
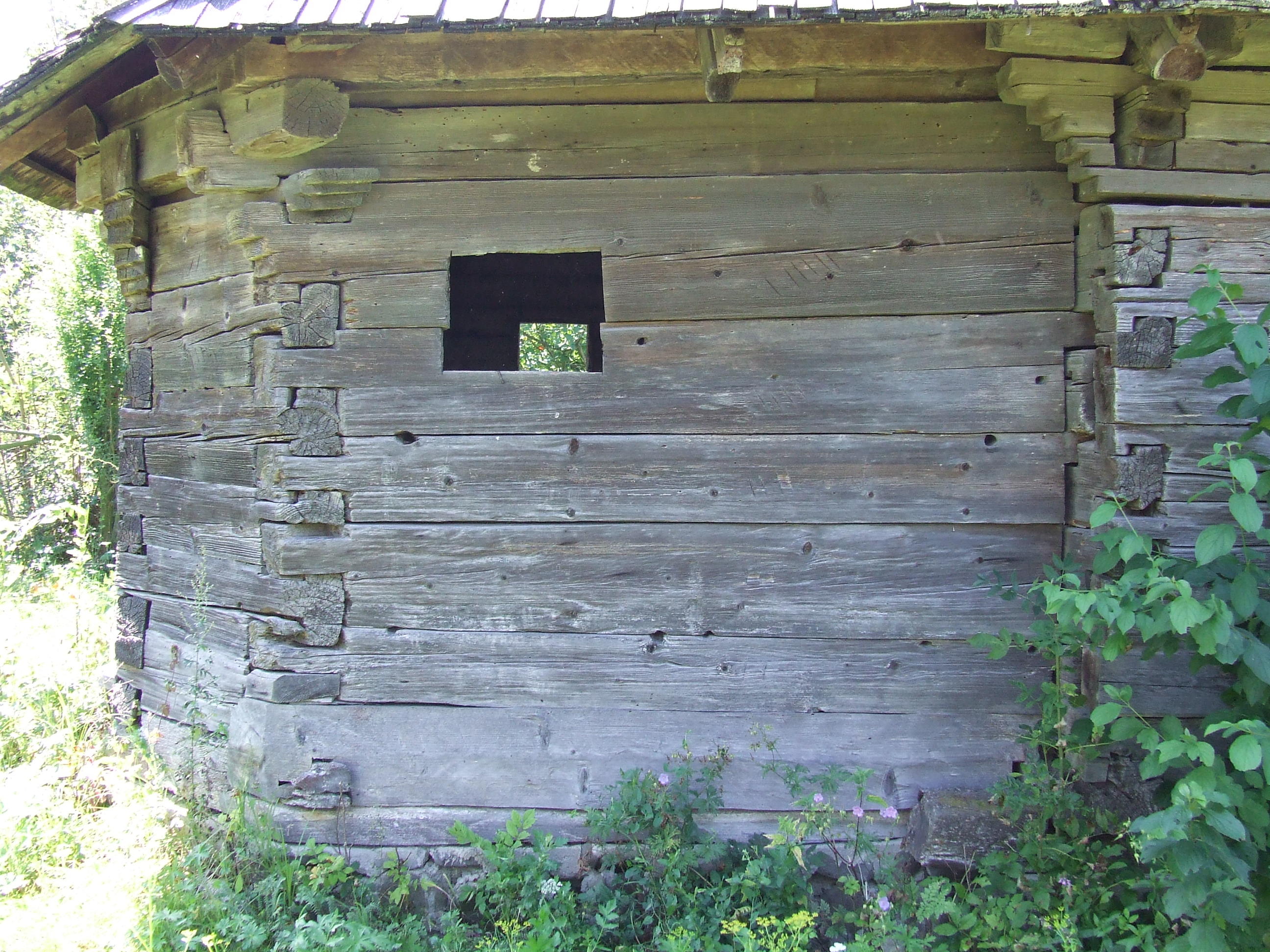
Vedere laterală a absidei altarului
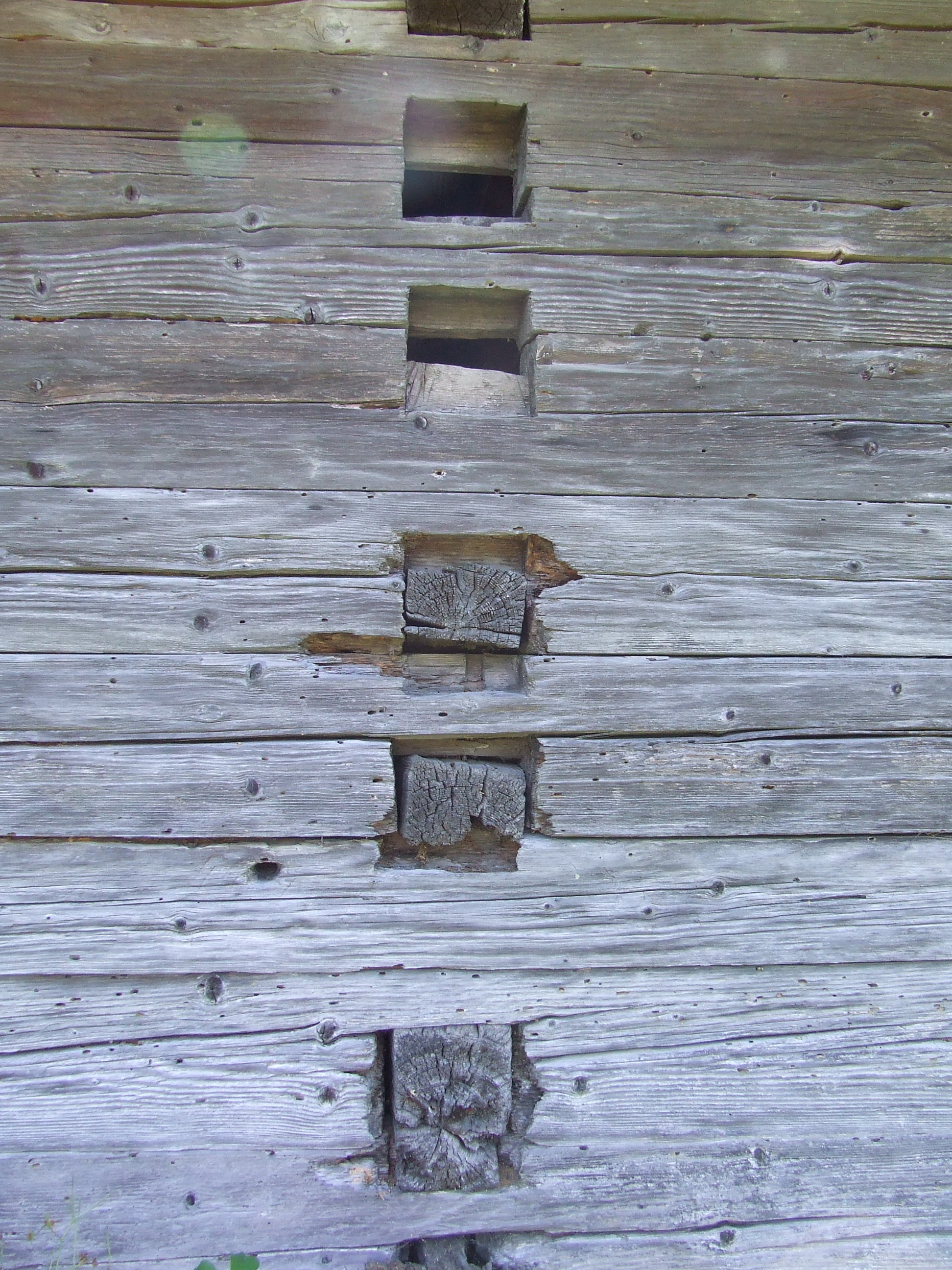
Îmbinarea dintre perete despărţitor dintre naos şi pronaos şi peretele din nord
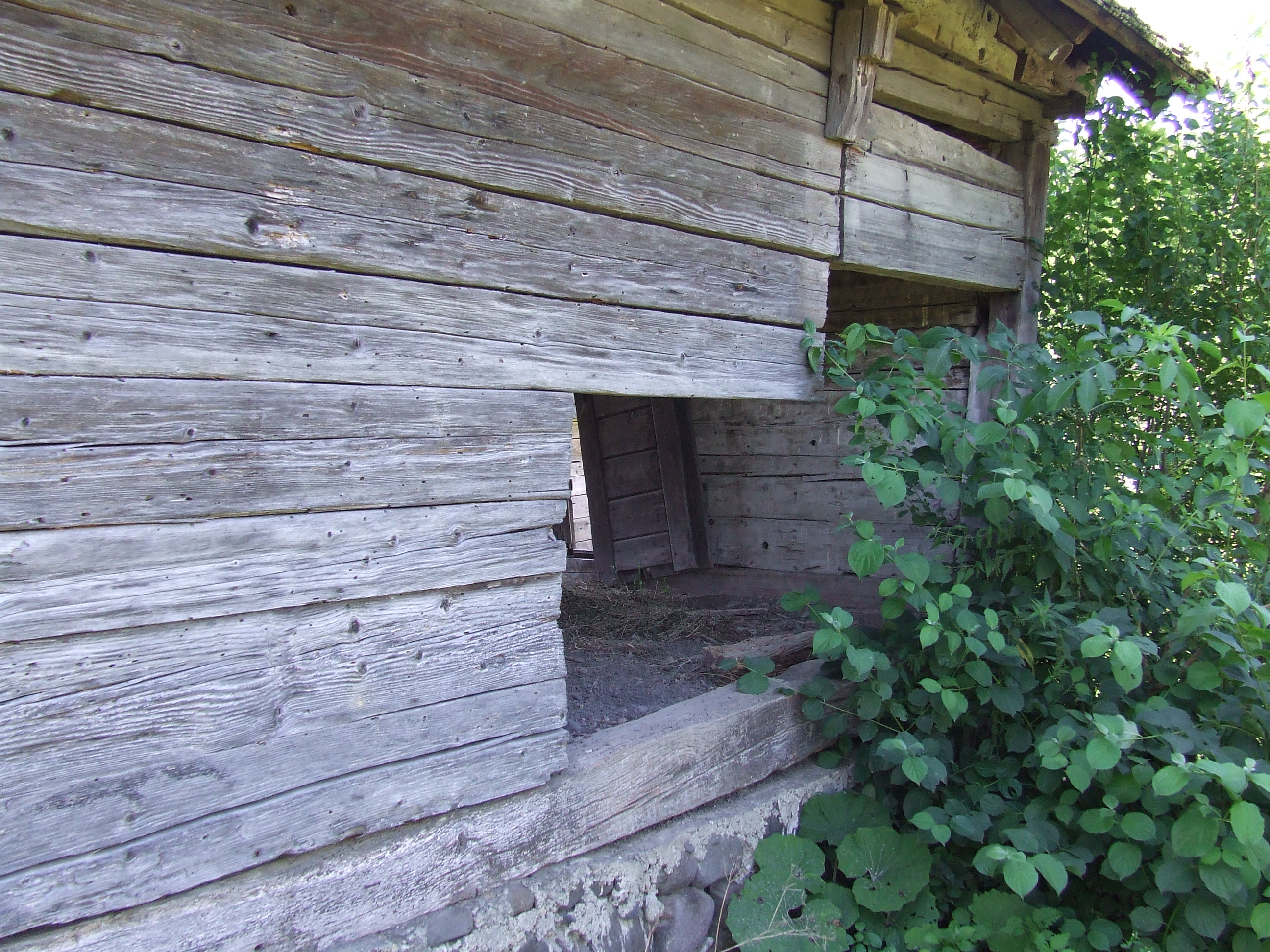
Spărtură în peretele de nord
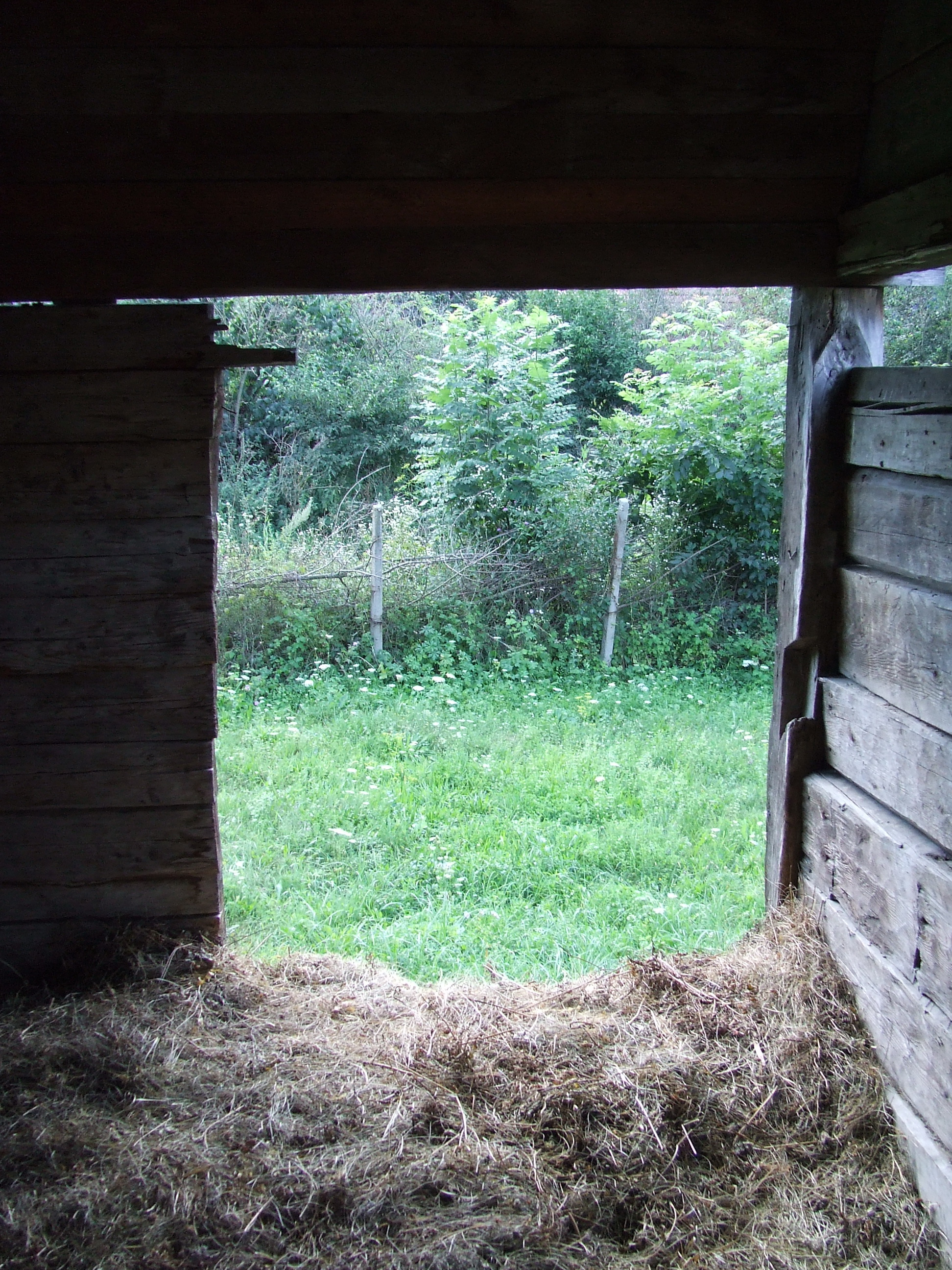
Fân în biserică
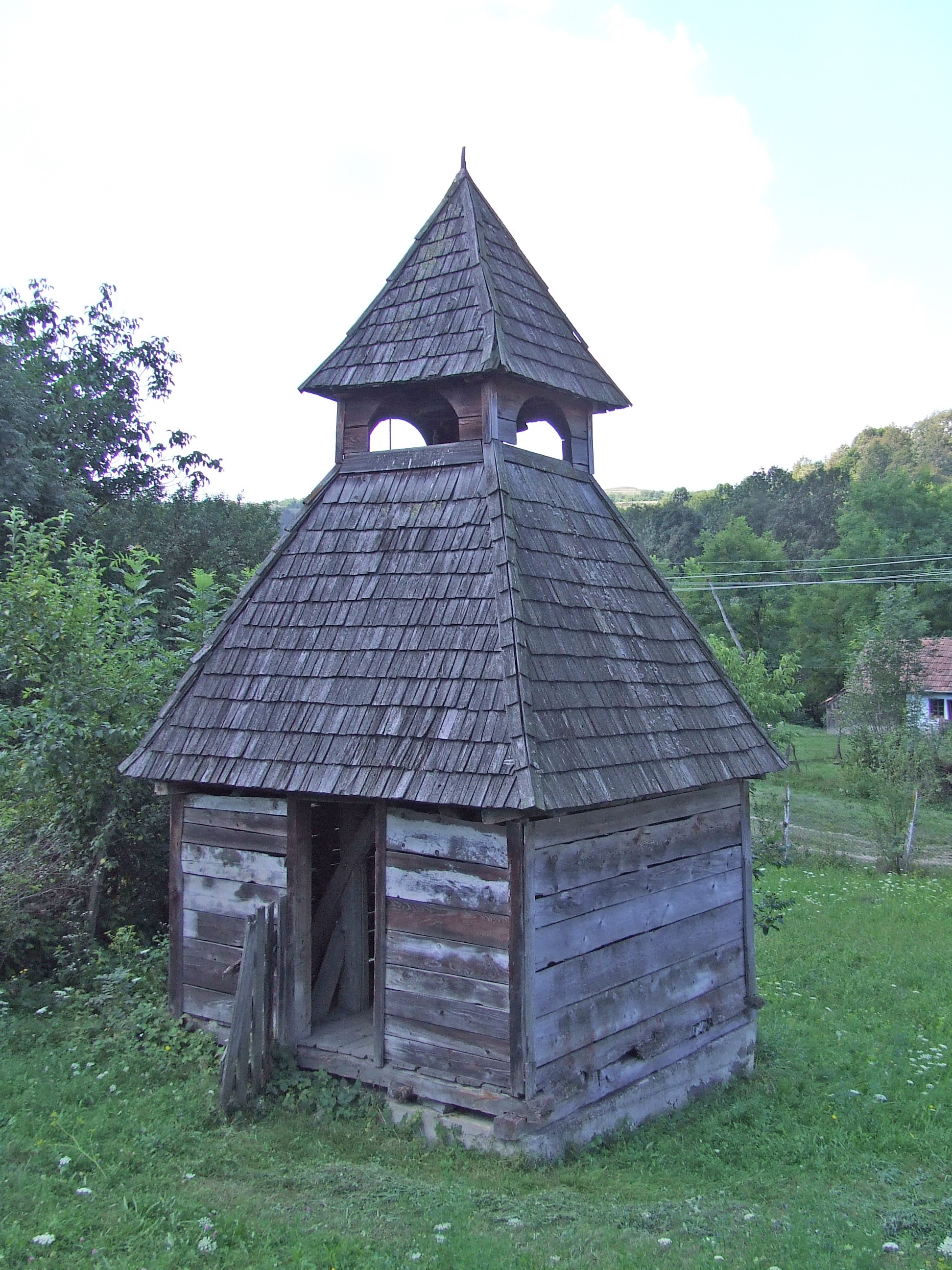
Clopotniţa
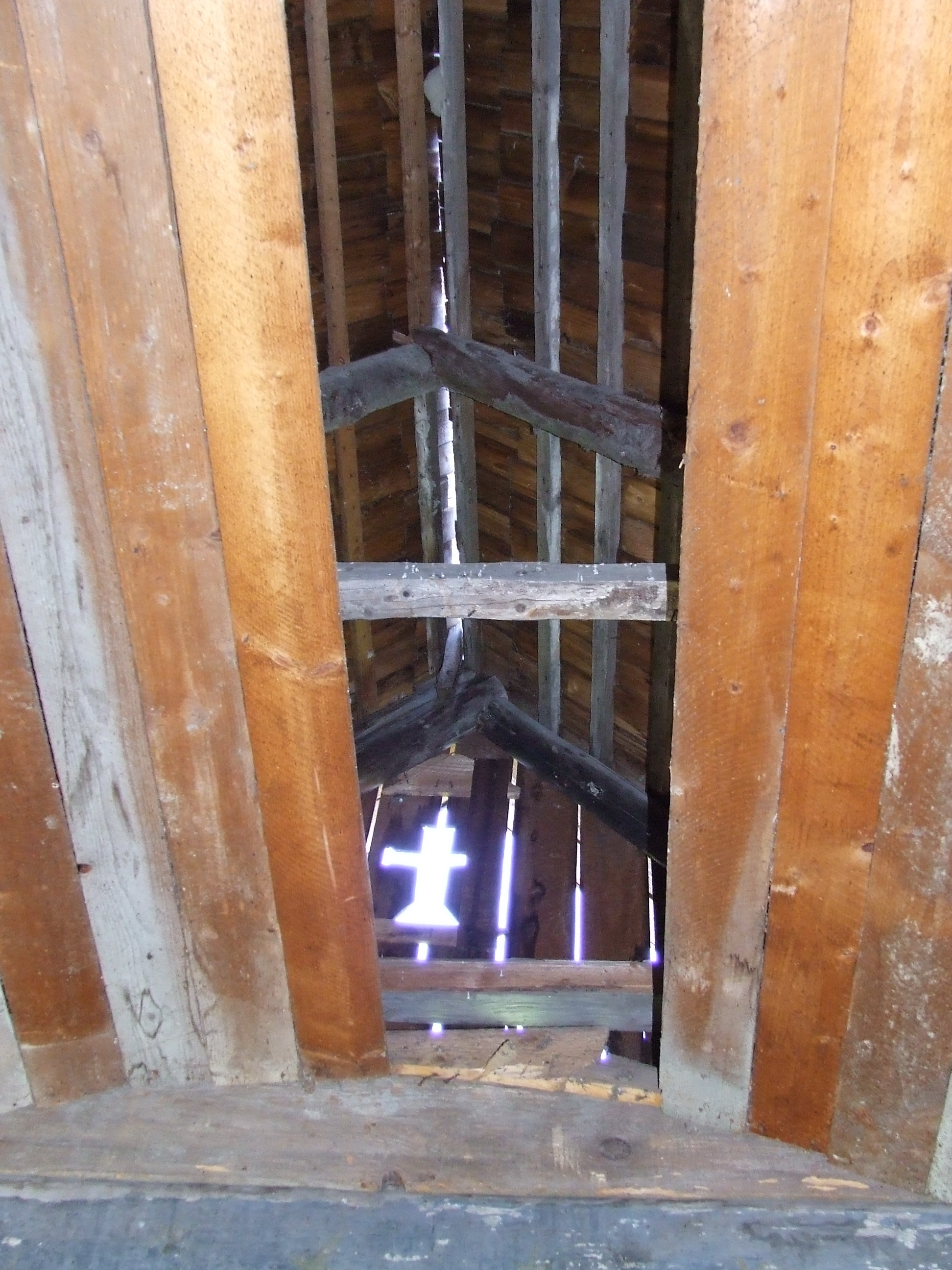
Bolta deteriorată
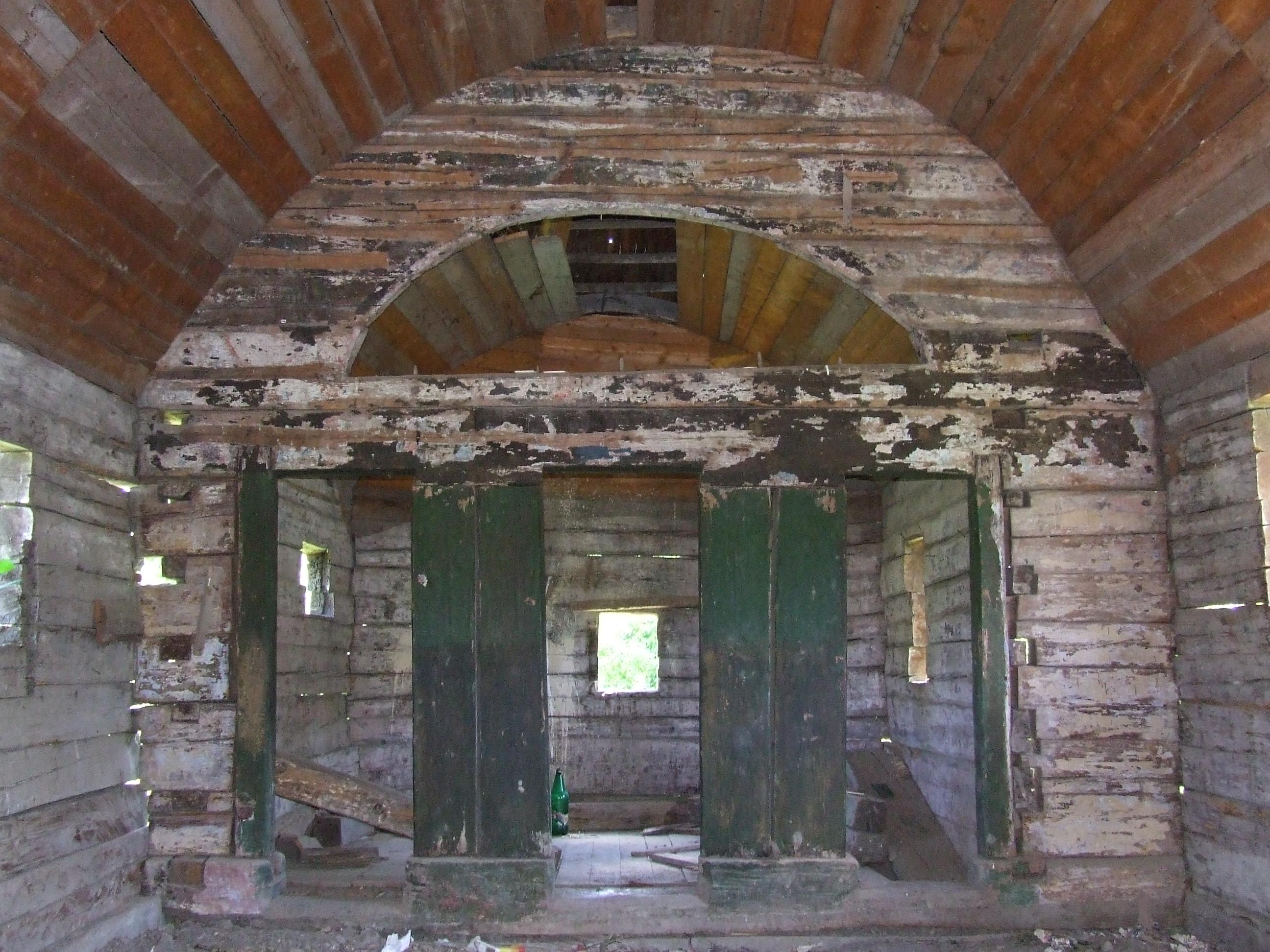
Intrările în absida altarului
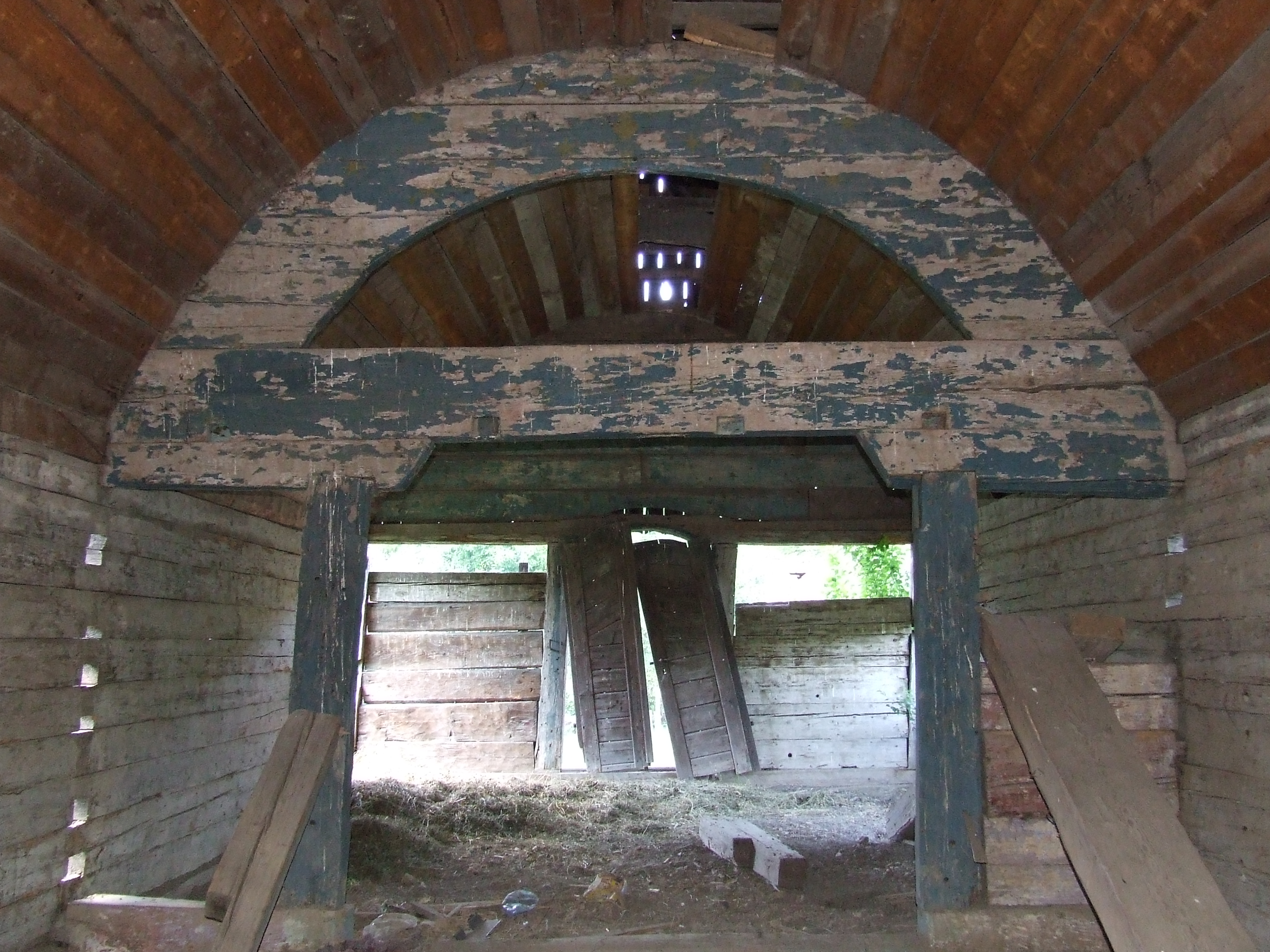
Vedere din naos spre pronaos
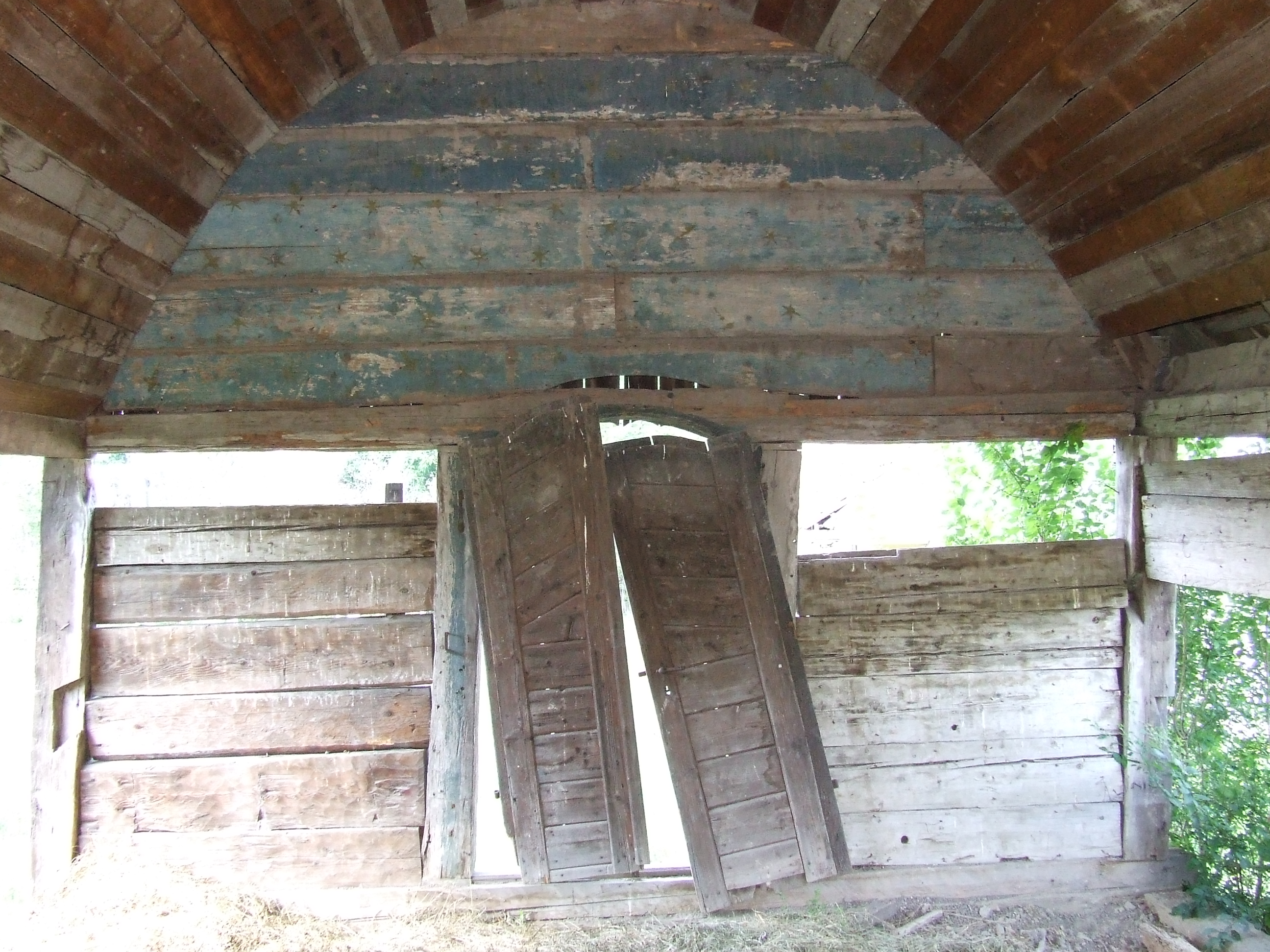
Intrarea în biserică
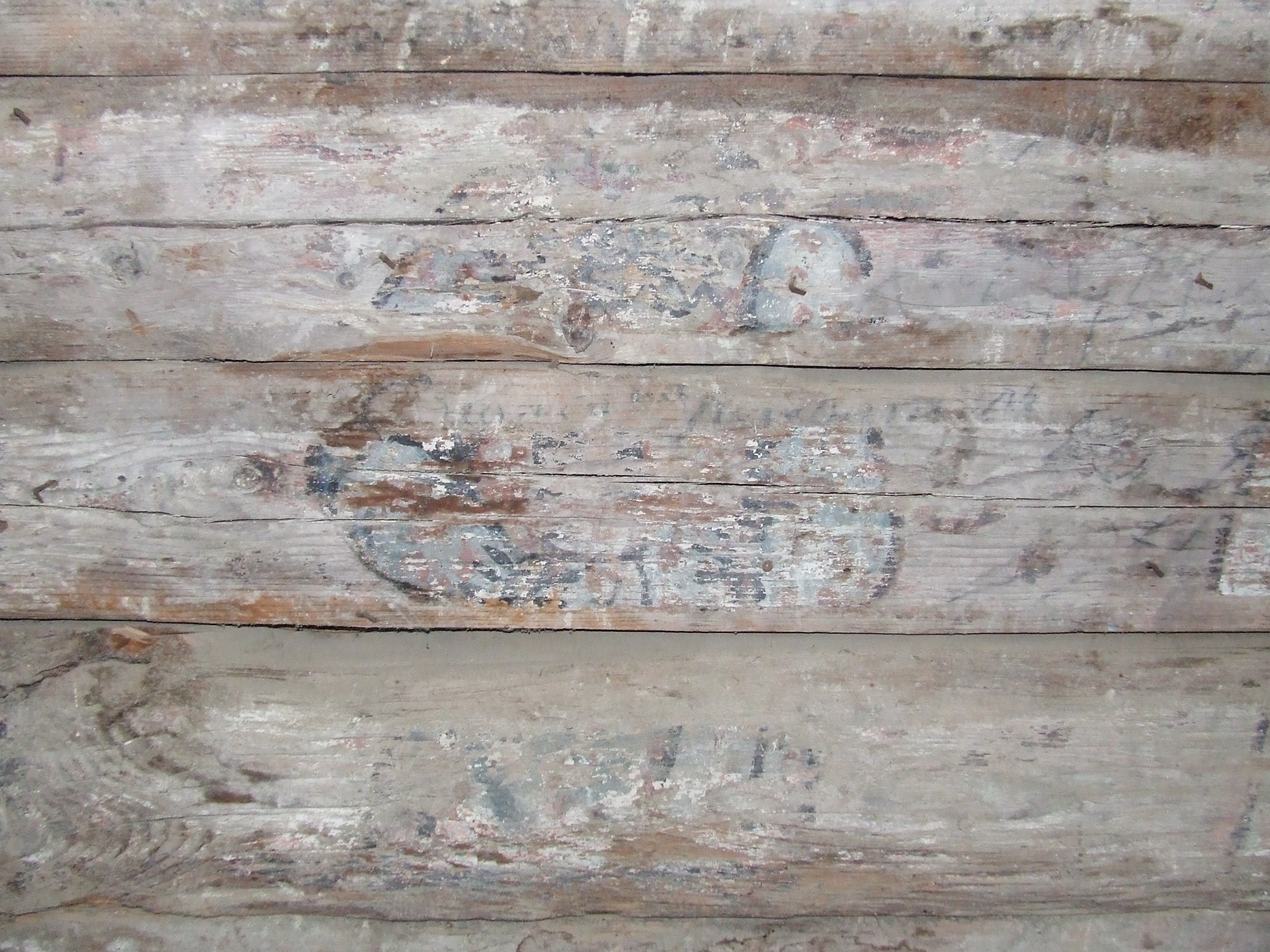
Urme de pictură
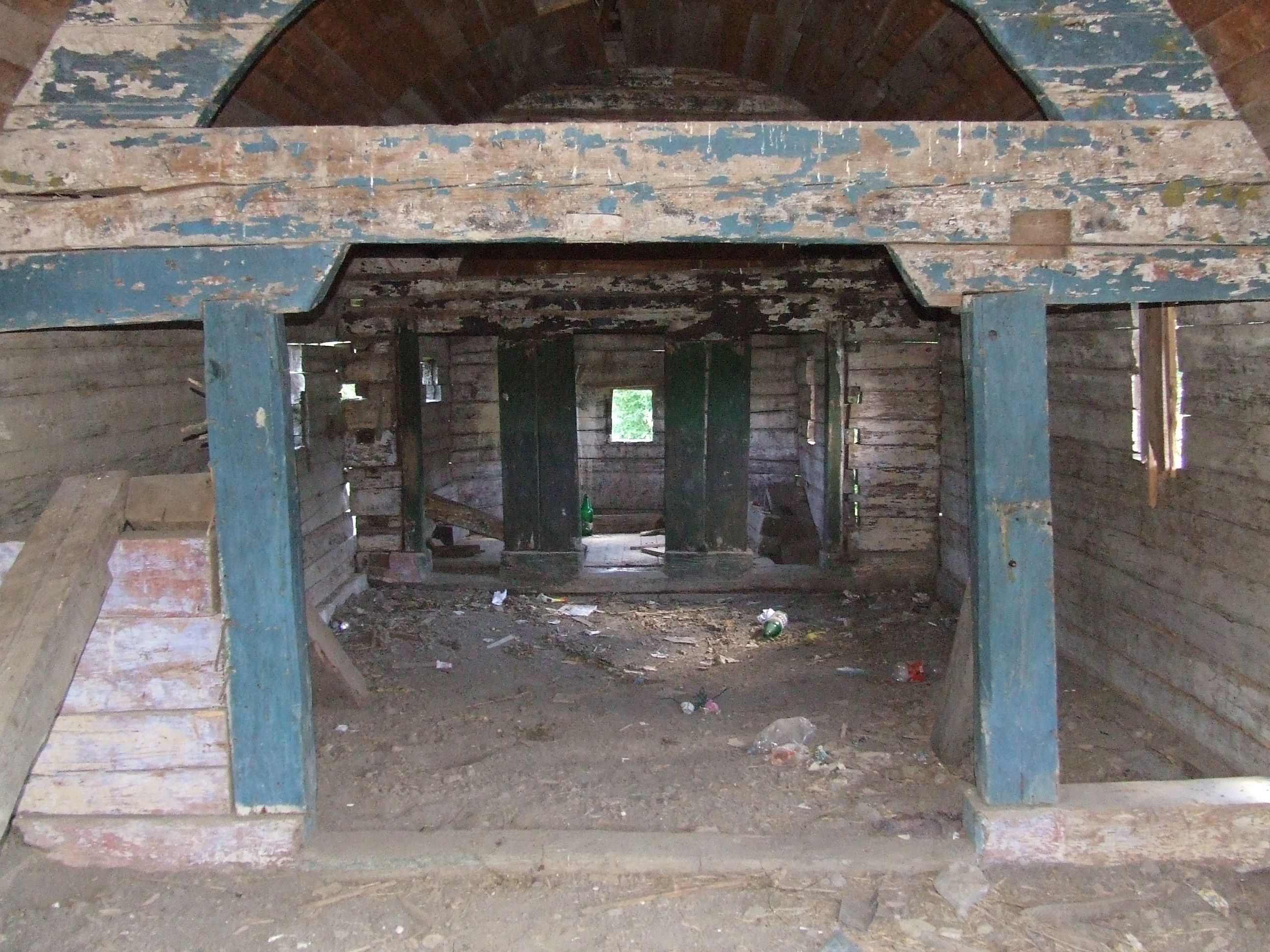
Vedere spre naos